# Sebastian Thormann
Sebastian Thormann (* 21. Februar 1976 in Wermelskirchen) ist ein ehemaliger deutscher Ruderer.
Sebastian Thormann von der RG Wertheim gewann 1997 seinen ersten deutschen Meistertitel im Achter, 2001 und 2002 folgten zwei weitere Titel in dieser Bootsklasse. 1999 gewann er den Meistertitel im Vierer mit Steuermann. Außerdem war er von 2002 bis 2004 dreimal Deutscher Meister  im Vierer ohne Steuermann.
Bei den Ruder-Weltmeisterschaften 2001 gewann der deutsche Vierer ohne Steuermann mit Bernd Heidicker, Philipp Stüer, Paul Dienstbach und Sebastian Thormann die Silbermedaille hinter dem britischen Vierer. Ein Jahr später konnten die vier Ruderer bei den Weltmeisterschaften in Sevilla das britische Boot schlagen und den Titel gewinnen. 2003 in Mailand siegte das kanadische Boot vor den Briten, der deutsche Vierer gewann die Bronzemedaille. Bei den Olympischen Spielen in Athen verpassten Jochen Urban, Thormann, Strüer und Heidicker das A-Finale und belegten den siebten Platz.
Heute lebt Sebastian Thormann in Luzern in der Schweiz. Er arbeitet als Orthopäde, Sportmediziner und Unfallchirurg im Medicum Wesemlin und ist als Belegarzt tätig.
Im Ehrenamt ist er seit vielen Jahren für die Nationale Anti-Doping Agentur in Deutschland tätig. Er ist Vorsitzender der Medizinischen Kommission der NADA und Mitglied der TUE Expert Group der WADA. 